# Sadulshahar
Sadulshahar è una suddivisione dell'India, classificata come municipality, di 22.320 abitanti, situata nel distretto di Ganganagar, nello stato federato del Rajasthan. In base al numero di abitanti la città rientra nella classe III (da 20.000 a 49.999 persone).

## Geografia fisica
La città è situata a 29° 56' 36 N e 74° 11' 15 E.

## Società

### Evoluzione demografica
Al censimento del 2001 la popolazione di Sadulshahar assommava a 22.320 persone, delle quali 11.914 maschi e 10.406 femmine. I bambini di età inferiore o uguale ai sei anni assommavano a 3.218, dei quali 1.821 maschi e 1.397 femmine. Infine, coloro che erano in grado di saper almeno leggere e scrivere erano 13.782, dei quali 8.257 maschi e 5.525 femmine.